# HESS
HESS (sigla para a expressão inglesa High Energy Stereoscopic System) é um sistema de última geração de telescópios IACT (Imaging Atmospheric Cherenkov Telescopes) de análise de raios gama cósmicos do intervalo de energia entre os 100 GeV e TeV. O acrónimo foi escolhido em homenagem a Victor Hess, o primeiro cientista a estudar os raios cósmicos.

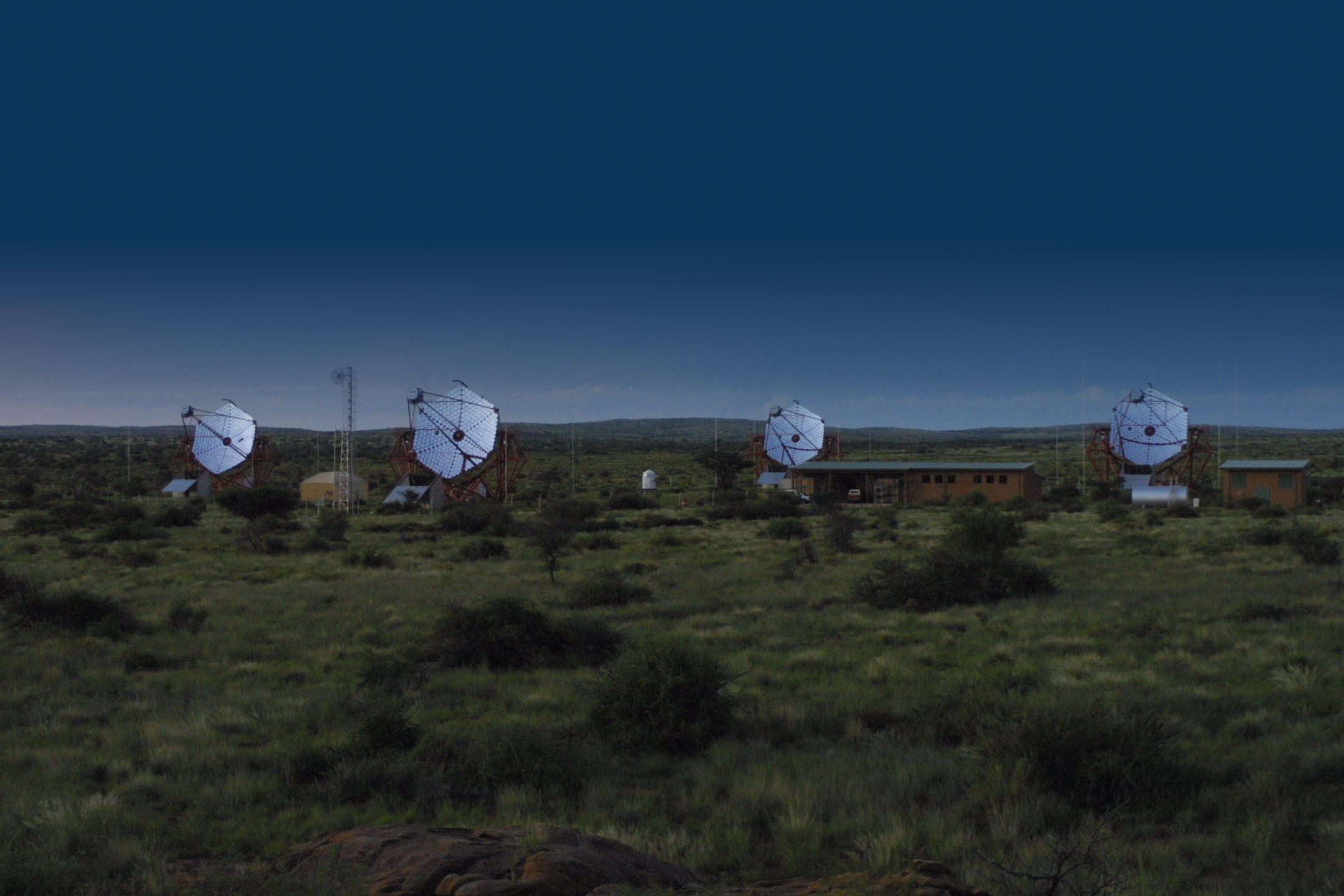
Os quatro telescópios em operação durante a noite.

O nome enfatiza também as duas peculiaridades principais desta instalação, nomeadamente a observação em simultâneo destes fenómenos através de vários telescópios, em ângulos diferentes, e a combinação dos mesmos num grande sistema por forma a aumentar a área de detecção efectiva dos raios gama. O HESS permite explorar fontes de raios gama de intensidades ao nível de alguns milésimos do fluxo da Nebulosa do Caranguejo.

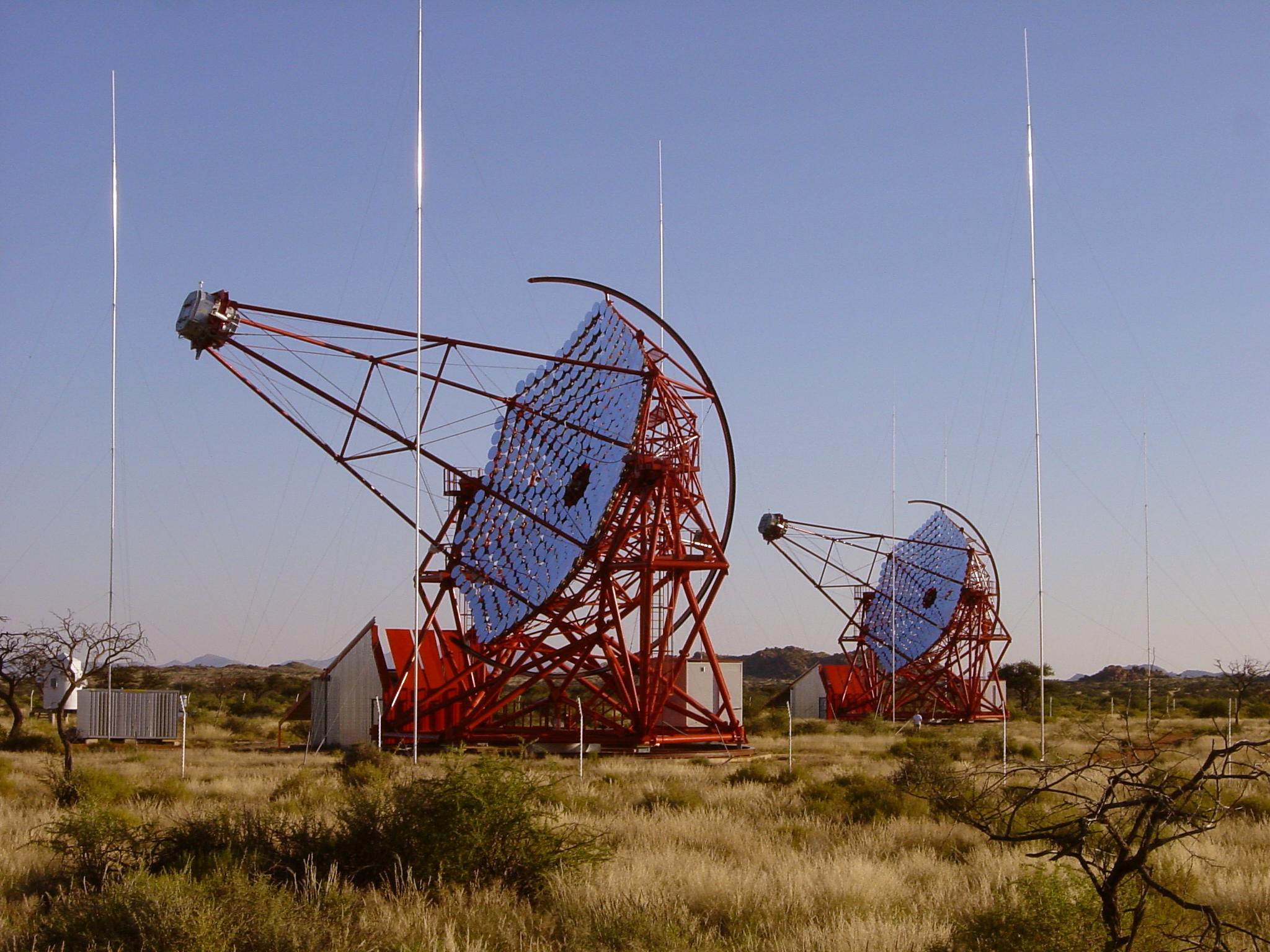
Telescópios CT2 e CT3.

Localizado na Namíbia, perto de Gamsberg — uma área famosa pela excelente qualidade óptica que proporciona — teve o seu primeiro telescópio (do total de quatro) da Fase I iniciado no Verão de 2002; no ano seguinte, em Dezembro, estavam já operacionais todos os quatro telescópios que compõem actualmente esta estrutura.
Já em 2004, o HESS torna-se na primeira experiência IACT a resolver espacialmente uma fonte de raios gama cósmicos. No ano seguinte, foi anunciado que o HESS detectou oito novas origens de raios gama de alta energia duplicando, portanto, o número de origens conhecida. Duas destas fontes não foram ainda identificadas com objectos conhecidos, como restos de supernova ou pulsars, o que torna plausível a possibilidade de novos objectos ainda surgirem na astronomia contemporânea.